# Johannes Baptista von Albertini

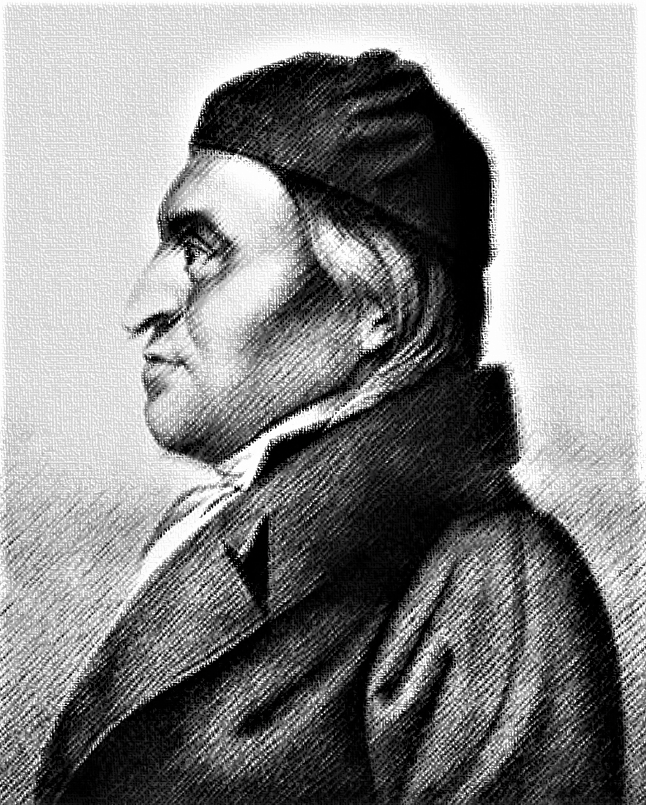
Johannes Baptista von Albertini um 1800

Johannes Baptista von Albertini (* 17. Februar 1769 in Neuwied, Rheinland-Pfalz; † 6. Dezember 1831 in Berthelsdorf bei Herrnhut (Oberlausitz), Sachsen) war ein deutscher Lehrer, evangelischer Theologe, Bischof und Liederdichter der Herrnhuter Brüdergemeine mit Schweizer Abstammung. Daneben arbeitete er auch als Botaniker und Mykologe, sein offizielles botanisches Autorenkürzel lautet „Alb.“

## Leben und Wirken
Johannes Baptista von Albertini entsprang einem alten Adelsgeschlecht aus La Punt-Chamues-ch in Graubünden, das damals zur Alten Eidgenossenschaft gehörte. Seine Eltern, Jakob Ulrich von Albertini, ein österreichischer Hauptmann, und Margareta von Planta-Wildenberg (1735–1787), eine Tochter des Landeshauptmanns Johann Heinrich Planta von Wildenberg in Zernez, waren ab 1751 der Herrnhuter Brüdergemeine zugetan. Wegen feindschaftlicher Stimmung gegen diese pietistische Gemeinschaft in Graubünden zogen sie 1767 nach Neuwied in Rheinland−Pfalz, um sich definitiv den Herrnhutern anzuschließen.
Ab 1782 war Albertini Schüler am Pädagogium in Niesky, Oberlausitz (heute: Sachsen) und anschließend Seminarist am theologischen Seminar in Barby an der Elbe (heute in Sachsen-Anhalt). Er interessierte sich zuerst für orientalische Sprachen, Mathematik und Botanik und später dann für Theologie. In Barby freundete er sich mit seinem Studienkollegen Friedrich Schleiermacher an, und trotz unterschiedlicher Glaubensansichten und Lebenswege dauerte die Freundschaft lebenslang.
Nach Lehrerstellen 1788 in Niesky und ab 1789 in Barby wurde er 1796 Dozent am Seminar in Niesky. 1804 wurde er Prediger in Niesky und 1814 in Gnadenberg bei Bunzlau. 1810 wurde er zum Presbyter geweiht, und am 24. August 1814 empfing er in Herrnhut bei Zittau (Oberlausitz) die Bischofsweihe. Er wurde 1818 Prediger in Gnadenfrei und 1821 Mitglied und 1824 Vorsitzender der Unitäts−Ältesten−Konferenz in Berthelsdorf.
Albertini galt als bedeutender Prediger und neben Friedrich von Hardenberg, bekannt unter dem Namen Novalis, als einer der wichtigsten Liederdichter seiner Zeit. Viele seiner Predigten erschienen in gedruckter Form, und er verfasste über 400 geistliche Lieder.
Er arbeitete auch als Botaniker und Mykologe. So schrieb er zusammen mit seinem Schüler Lewis David von Schweinitz das Werk Conspectus Fungorum in Lusatiae Superioris Agro Niskiense Crescentium e Methodo Persoonia, erschienen 1805 in Leipzig. Der deutsche Titel lautet: Betrachtung der Pilze der Oberlausitz, die auf den Feldern um Nisky wachsen, nach der Methode von Persoon. Dieses Werk enthält 1130 Arten, davon 127 neue Arten.

## Familie
Er war mit Cornelia Dorothea von Salis-Planta und später mit Louise Friedrike Wilhelmine, einer Tochter des Barons Friedrich von Rohwedel-Gnadenfrey, verheiratet.

## Ehrungen
Nach ihm wurden die Pflanzengattung Albertinia Spreng. 1820 aus der Familie der Korbblütler (Asteraceae) und die Pilzgattung Albertiniella Kirschst. 1936 benannt.

## Schriften und Lieder
- mit Lewis David von Schweinitz: Conspectus Fungorum in Lusatiae Superioris Agro Niskiense Crescentium e Methodo Persoonia, Leipzig 1805.
- Dreissig Predigten für Mitglieder und Freunde der Brüdergemeine, 1805 und 1825.
- Geistliche Lieder für Mitglieder und Freunde der Brüdergemeine, 1821.
  - Glut erhitze mich.
  - O Grab, du finstre Schreckensstätte.
  - Schlaf du liebes Kind.
  - Wachet auf im Schoß der Erde.
- Sechs und dreissig Reden, zwei Bände, 1832–1833.
- Geistliche Lieder mit Bild und Faks. von Psalm 31,25, 1835.